# 重岡薫五郎

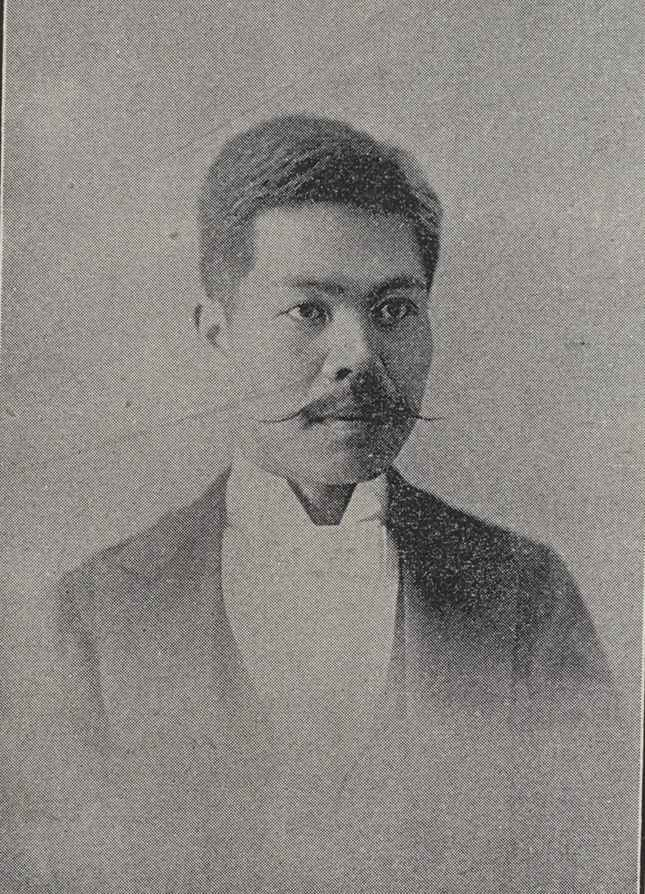
重岡薫五郎

重岡 薫五郎（しげおか くんごろう、元治元年1月3日（1864年2月1日） - 明治39年（1906年）6月21日）は、日本の衆議院議員（自由党→憲政党→立憲政友会）、弁護士。

## 経歴
伊予国喜多郡内ノ子村（現愛媛県内子町）にある呉服商兼雑貨屋の次男に生まれる。東京大学法学部を経て、司法省法学校速成科を卒業後、判事登用試験に合格するも、10日間で辞職。1887年（明治20年）からフランス・エクス大学（現エクス＝マルセイユ大学）に留学し法学博士号を取得。帰国後、1892年（明治25年）に第2回衆議院議員総選挙に年齢を2歳ごまかして出馬するも、改進党系の有友正親に敗れる。第三高等中学校法学部教授や関西法律学校教授嘱託をつとめたほか、1893年（明治26年）に弁護士業を開業している。
1894年（明治27年）、第3回衆議院議員総選挙に出馬し、当選。以後、第9回まで連続当選を果たした。その間、1895年（明治28年）から1902年（明治35年）まで法典調査委員をつとめたほか、1898年（明治31年）に第1次大隈内閣で外務省通商局長、1900年（明治33年）、第4次伊藤内閣では文部省官房長に任じられた。
1906年（明治39年）、胃癌のため42歳で死去。その早すぎる死を悼んだ西園寺公望ら政友会の同志より遺族に黒田清輝制作の肖像画が贈呈された。墓所は内子町禅昌寺。

## 栄典
- 1903年（明治36年）5月21日 - 銀杯一組[5]